# John Boissonneau
John Anthony Boissonneau (ur. 7 grudnia 1949 w Scarborough) – kanadyjski duchowny katolicki, biskup pomocniczy Toronto od 2001.

## Życiorys
Święcenia kapłańskie otrzymał 14 grudnia 1974 i został inkardynowany do archidiecezji Toronto. Po święceniach został sekretarzem arcybiskupim, zaś w 1979 kanclerzem kurii (pełnił tę funkcję do 1980). W 1982 został wykładowcą Wyższego Seminarium Duchownego w Toronto.
W latach 1987–1992 był prorektorem tegoż seminarium, zaś w latach 1993-2001 jego rektorem.

### Episkopat
23 marca 2001 papież Jan Paweł II mianował go biskupem pomocniczym archidiecezji Toronto, ze stolicą tytularną Tambeae. Sakry biskupiej udzielił mu 29 maja 2001 arcybiskup metropolita Toronto - Aloysius Ambrozic. W archidiecezji jest odpowiedzialny za Region Zachodni, obejmujący zachodnią część Toronto oraz świecki region Dufferin-Peel.